# 정토회
정토회(淨土會)는 1988년 정토포교원을 개원으로 시작된 법륜 스님이 지도법사로 있는 불교수행공동체이다.
정토회는 대승 불교의 정신을 이어받아 종교와 사회운동 두가지 측면을 다 가지고 있다. 일반적으로 종교라 하면 개인의 완성 즉 개인적인 행복을 추구하고 사회운동의 영역은 사회의 완성 즉, 사회 변화를 통해 행복을 추구하지만 정토회는 이 영역이 둘이 아니라고 생각하며 동시에 활동을 한다.
정토회에 참여하는 개인은 불교 수행법에 의해 기도하며 종교생활을 한다. 그러나 종교를 불교만 강요하지는 않는다.
이들이 활동하고 있는 사회영역은 국제구호, 통일, 환경의 영역이다.
그래서 산하단체로 국제구호민간단체인 한국JTS, 좋은 벗들, 에코붓다를 설립하고 각각의 영역에서 활동한다.